# Onthophagus fritschi
Onthophagus fritschi là một loài bọ cánh cứng trong họ Bọ hung (Scarabaeidae).